# Provincia Autónoma Socialista de Kosovo
La Provincia Autónoma Socialista de Kosovo (en serbocroata, Socijalistička Autonomna Pokrajina Kosovo, trans. cirílico: Социјалистичка Аутономна Покрајина Косово; en albanés, Krahina Socialiste Autonome e Kosovës) fue una de las dos áreas autónomas de la República Socialista de Serbia, que existió entre 1974 y 1990. Fue precursora de la Provincia Autónoma de Kosovo y Metojia, que existió desde 1990 y quedó disuelta de facto tras la guerra de Kosovo. 
Sucedió a su vez a la misma denominación de la provincia autónoma dentro de Serbia que había existido entre 1946 y 1974. Este año se cambió la constitución de la República Federativa Socialista de Yugoslavia para dar más autonomía a las repúblicas federales, y a las regiones serbias como Kosovo y Voivodina.
- Datos: Q646035